# Esteras de Medinaceli
Esteras de Medinaceli es una localidad española del municipio de Medinaceli, perteneciente a la provincia de Soria, en la comunidad autónoma de Castilla y León.

## Geografía
La localidad se encuentra en el término municipal soriano de Medinaceli, en la comunidad autónoma de Castilla y León. Pertenece a la comarca de Arcos de Jalón y en el ámbito judicial está incluida en el partido judicial de Almazán. Por ella pasa el río Jalón.

## Historia
Antaño recibió las denominaciones de «Esteras del Ducado» y «Esteras de Medina». A mediados del siglo XIX, el lugar, por entonces con ayuntamiento propio, tenía contabilizada una población de 80 habitantes. Aparece descrito en el séptimo volumen del Diccionario geográfico-estadístico-histórico de España y sus posesiones de Ultramar de Pascual Madoz de la siguiente manera:

ESTERAS DEL DUCADO: l. con ayunt. en la prov, de Soria (14 leg.), part. jud. de Medinaceli (1 14), aud. terr. y c. g. de Burgos (36), dióc. de Sigüenza (4): sit. en una vega libre á la influencia de todos los vientos; su clima es muy propenso á tercianas y reumas: tiene 26 casas, la de ayunt. que sirve de pósito y escuela de instruccion primaria, á la que concurren 7 alumnos de ambos sexos, bajo la direccion de un maestro, á la vez sacristán y secretario de ayunt. dotado con 24 fan. de trigo por los tres conceptos; una igl. parr. (Ntra. Sra. de la O) aneja de la de Fuencaliente; el cementerio se halla en posicion que no ofende á la salubridad pública; fuera de la pobl. aunque inmediato á la misma, sobre la carretera de Madrid á Zaragoza, hay un parador y contigua al mismo una fuente de piedra á la que provee de aguas el r. Jalón, cuyo nacimiento se halla en 2 manantiales que brotan con bastante abundancia, detrás del mismo parador al pie de un elevado cerro llamado sierra Ministra; confina el térm. N. Fuencaliente; E. Azcamellas; S. Benamira, y O. Bujarrabal y Garbajosa; dentro de él se encuentra una balsa de bastante estension y profundidad, que hará como unos 60 años brotó despues de una esplosion subterránea, cuyo fenómeno no pudo observarse en el mismo momento, por haber ocurrido de noche: el terreno que participa de montuoso y llano es de buena calidad; comprende en su totalidad 4,600 fan. de las cuales se hallan en cultivo 1,500 en esta forma: 700 de primera clase, 600 de segunda y 200 de tercera; solo 300 disfrutan de riego, aunque pudiera estenderse este beneficio á mayor número, pues ademas de la indicada laguna y el r. Jalón, que como queda dicho brota junto al pueblo, desagua en aquel un arroyo que baja de Benamira y entra por el mismo pueblo de Esteras. caminos: los locales de herradura, en mediano estado, y la carretera general de Madrid á Zaragoza. correo: se recibe y despacha en la estafeta de Medinaceli. prod.: trigo puro, cebada, centeno, avena, judias, garbanzos, lentejas, guisantes, yeros, patatas, nabos, cáñamo, hortalizas, leñas de encina y chaparro para combustible y yerbas de pasto: se cria ganado lanar, vacuno, mular, caballar, asnal y de cerda; hay caza de perdices, conejos, alguna liebre y en su tiempo codornices; en el Jalon se pescan algunos pececillos y muchos y buenos cangrejos: tambien en la balsa se crian barbos, pero de muy mal sabor. ind.: la agricola. comercio: esporiacion de algun ganado y sobrante de frutos á los mercados de Medinaceli y Sigüenza, en los que se surten de los artículos que faltan. pobl.: 21 vec., 80 alm. cap. prod.: 30,259 rs. 20 mrs. imp.: 16,411. presupuesto municipal: 320, se cubre con el producto de las yerbas de pasto y el de una finca de propios.
(Madoz, 1847, p. 615)

El municipio de Esteras de Medina desapareció en 1969, al fusionarse con los de Medinaceli, Benamira, Beltejar, Blocona y Fuencaliente de Medina. En 2018 la localidad tenía empadronados 25 habitantes.

## Demografía
| Gráfica de evolución demográfica de Esteras de Medina entre 1842 y 1960 |
| |
| Población de derecho según los censos de población del INE Población de hecho según los censos de población del INEEn estos censos se denominaba Esteras del Ducado: 1842 y 1857 Entre el censo de 1970 y el anterior, este municipio desaparece porque se integra en el municipio 42113 (Medinaceli) |